# フォルクスワーゲン・カリーヴルスト
フォルクスワーゲン・カリーヴルスト（ドイツ語: Volkswagen currywurst）は、ドイツの自動車メーカーであるフォルクスワーゲンが1973年から製造しているソーセージである。同社の社員食堂向けの食材として、ニーダーザクセン州のヴォルフスブルクに所在する同社の本社工場で製造されている。生産数の過半数は「カリーボックヴルスト」（ドイツ語: Currybockwurst）の名で出荷され、スーパーマーケットなどで販売されている。

## 概要
フォルクスワーゲンのドイツ国内にある6ヶ所の工場の社員食堂で提供されている。フォルクスワーゲン社内においては、「カルト的」と言われるほどの人気を持つメニューとなっている。
社員食堂に提供されるだけでなく、生産量全体のおよそ60 %は市場に出荷されており、ドイツ国内のスーパーマーケットやサッカースタジアムなどで販売されている。外販された分の収益は、社員食堂の料金の補助に充てられている。（→#販売）
関連商品としてフォルクスワーゲン・ケチャップ（部品番号「199 398 500 B」）もあり、カリーヴルストとともに製造・販売されている。（→#ケチャップ）
現在は、バリエーションとして、ベジタリアン向けの小麦ベースのカリーヴルストや、カリーヴルストを使ったホットドッグも作られている。

## 特徴
カリーヴルストはソーセージにカレーの風味を付けたもので、ドイツ国内では広く食されている。茹でたソーセージを輪切りにして、ケチャップをかけたものにカレー粉をまぶすという作り方が一般的だが、フォルクスワーゲンのカリーヴルストは生地そのものにカレースパイスを練り込んでいることを特徴としている。（→#製造）
商品名にある「ボックヴルスト」は、豚肉もしくは仔牛肉を使ったソーセージの一種。フォルクスワーゲンのカリーヴルストに詰められた肉は、元々は豚肉と牛肉を混ぜたものだったが、1990年代に起きたBSE問題を契機に改められ、現在は豚肉のみが使用されている。
味については、一般的なソーセージよりも低脂肪でさっぱりとしており、（ジャンクフード寄りではなく）レストランやビアホールで提供されるような上品な味付けになっていると評価されている。
市販品の価格は標準サイズ（170 g）の5本パックで10ユーロ弱と手ごろだが、カリーヴルストとしては高級品に属するとみなされており、フォルクスワーゲンは傘下の自動車ブランドになぞらえて「カリーヴルストのベントレー」とも呼んでいる。

## 製造過程
このソーセージは、ヴォルフスブルクに所在するフォルクスワーゲンの自動車製造工場（本社工場）の一角で、30人のチームによって製造されている。
サイズは、長さ約10インチ（約25 cm）の標準サイズと、長さ5インチ（約13 cm）の小型サイズの2種類がある。標準サイズでは1本あたりの重さが約170グラムある。
ソーセージ用の豚肉は豚のほほ肉とばら肉のみを使用し、それらは外部の業者から購入している（かつては豚の飼育から行っていた）。
届いた豚肉から余分な脂肪を手作業で削り取り、その結果、脂肪分の含有率は約20 %となっている。一般的なカリーヴルストのそれは40 %から45 %で、ソーセージのそれは35 %程度なので、相対的にかなり低脂肪なソーセージ製品となっている。これを挽肉として生地とし、この際、つなぎは使用しない。
豚肉は挽かれた後、独自に調合したスパイスと混ぜられた上で、「Volkswagen Originalteil」（フォルクスワーゲン純正部品）と書かれたソーセージの皮に詰められる。ソーセージはラックに吊るされ、摂氏176度で100分間、ブナ材で燻製される。燻製の終わったソーセージは冷まされた後、標準サイズは5本ずつ、小型サイズは6本ずつを1パッケージとして密封パックに入れられる。
スパイスのレシピについては社外秘となっているが、コショウ、ショウガ、コリアンダー、ターメリック、唐辛子を含むということと、タンパク質粉末、グルタミン酸ナトリウム、リン酸塩といった、人工的な調味料や食品添加物を使用していないということが明かされている。1973年の製造開始以来、スパイスのレシピはほとんど変更されていないという。
このソーセージは、2010年代後半の時点で年間700万本前後、重量で1,200トンに相当する量が毎年製造されており、多い時で1日あたり約2万本が作られている。

## 販売

### 社員食堂
ドイツ国内のフォルクスワーゲンの各工場で、社員食堂の食事のひとつとして有料で提供されており、通常はケチャップとフライドポテトが添えられる。同社の本社工場施設では、敷地内の社員食堂や売店など約30ヶ所で提供されている。また、新型コロナウイルス感染症の流行時は、本社工場から半径15 km以内に居住している在宅勤務者向けに宅配サービスも行われた。
各工場の社員食堂で朝・昼・夕のいずれの時間帯にも提供されているが、ヴォルフスブルクの本社工場では、伝統的に朝8時の休憩時間に食べるものとして認知されている。

### 外販
生産分の40 %はフォルクスワーゲンの工場の食堂で消費され、残りの60 %は出荷され、EDEKAをはじめとするスーパーマーケットなどで販売される。2019年時点で、ヨーロッパ域内の11カ国に輸出もされている。各国の肉製品への輸入規制により、正規の手続きを経ずに米国や日本といった国に持ち込むことはできない。
フォルクスワーゲンの社員食堂以外に、ヴォルフスブルクにはこのカリーヴルストを料理として提供している施設もあり、サッカースタジアムのフォルクスワーゲン・アレーナや、フォルクスワーゲン・グループの展示施設であるアウトシュタットでは、調理済みのカリーヴルストを誰でも注文して食べることができる。
市販用の商品には商品名として「Currybockwurst」（カリーボックヴルスト）という名が与えられており、他のフォルクスワーゲンの製品と同様、同社の部品番号で管理されており、部品番号として「199 398 500 A」が与えられている。この市販用パッケージはヨーロッパ各国の同社の自動車ディーラーにも送られ、同社の自動車の購入者に進呈されることがある。

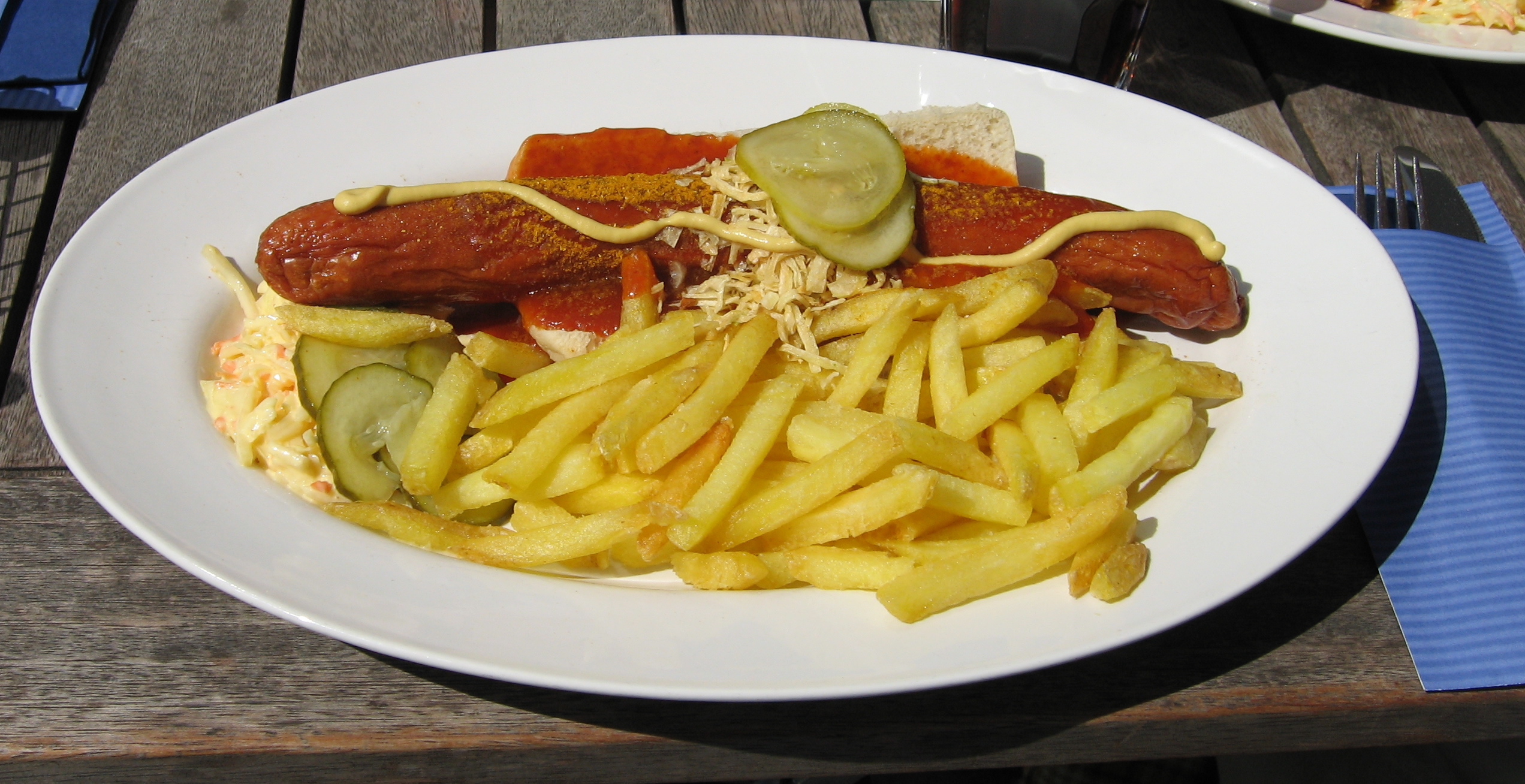
ヴォルフスブルク工場に併設されている展示施設のアウトシュタット内で提供されているカリーヴルスト
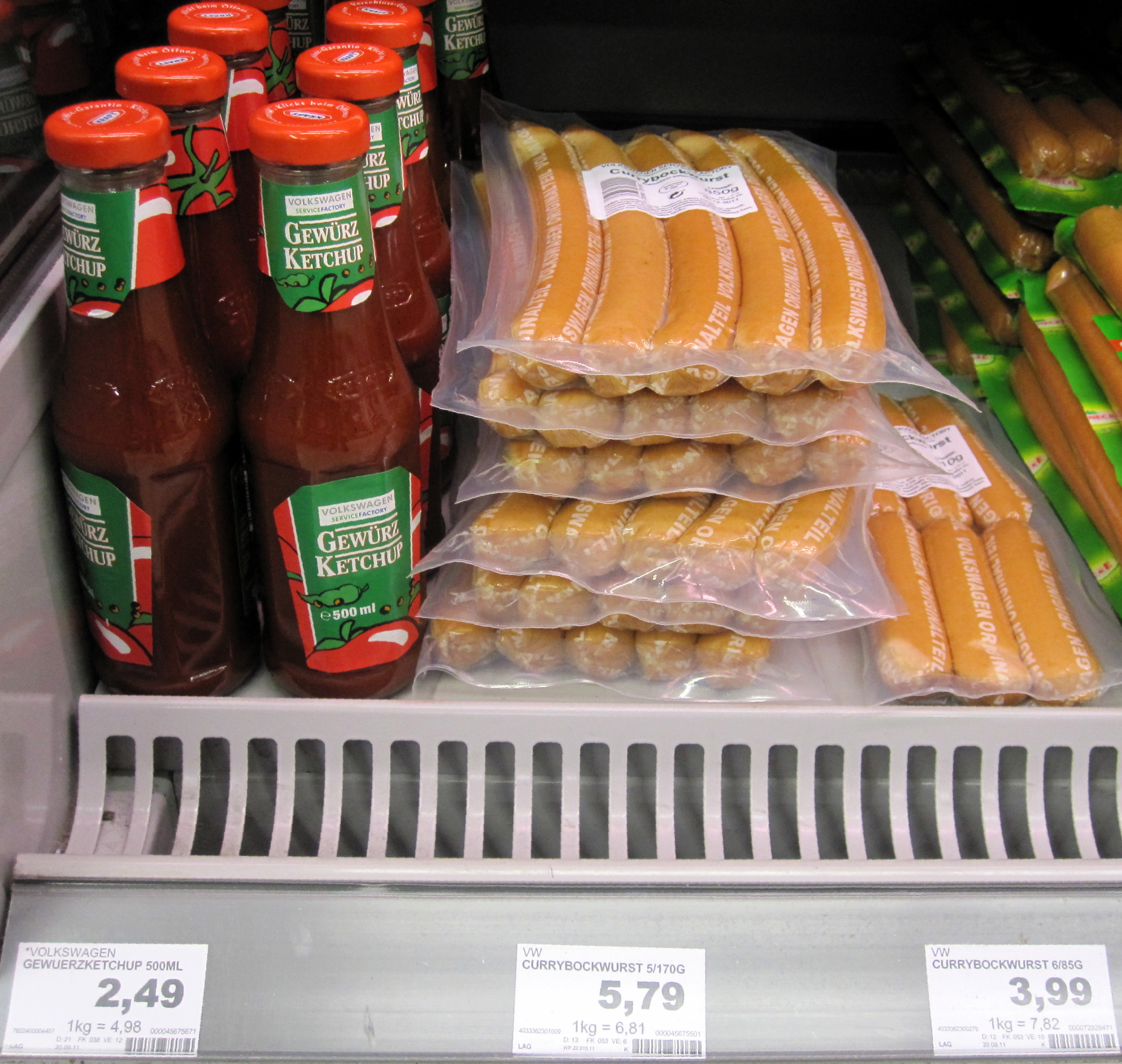
市販されているカリーヴルストとケチャップ

## ケチャップ
フォルクスワーゲン・ゲヴュルツ・ケチャップ（ドイツ語: Volkswagen Gewürz Ketchup。「スパイス・ケチャップ」）は、フォルクスワーゲン社がカリーヴルスト用に販売してるケチャップ。1997年発売。フォルクスワーゲンにおける部品番号は「199 398 500 B」。
フォルクスワーゲン・カリーヴルストに合うように作られたケチャップで、成分はフォルクスワーゲン独自の配合となっている。製造は、後述する経緯により、現在はドイツ・ミュンヘンのデベレイ社に委託されている。
市販品の価格は1瓶4ユーロ弱で、売上本数は2013年の時点で年間54万瓶。

### 「ケチャップゲート」
このケチャップの製造は、1997年の発売当初から長年に渡ってクラフトフーヅ（Kraft Foods Inc.）に委託されていた。2012年、クラフトフーヅは事業再編を行い、ケチャップ事業は新会社として設立されたクラフトフーズ（Kraft Foods Group Inc.）に分割され、その新会社は2015年にハインツと合併した。合併により生まれたクラフト・ハインツは、ケチャップ製品を旧ハインツ製のハインツ・トマトケチャップに一本化したため、旧クラフト製のケチャップは製造終了となり、フォルクスワーゲンとの契約もまた終了した。
2016年、新たな供給元を探さないといけなくなったフォルクスワーゲンは、食品関連メーカー12社に接触して試食を重ねた末、ミュンヘンに所在するローカルメーカーのデベレイ社に白羽の矢を立てた。
製造メーカーの変更にあたり、味については従来品の再現が試みられたものの、従業員たちの健康に与える影響を考慮して脂肪や砂糖を減らし、トマトペーストを増やした配合としたことで味が変わってしまった。長年親しまれてきたカリーヴルストの味にも影響があり、数々のスキャンダルに見舞われていた当時のフォルクスワーゲンの従業員たちに更なる動揺を与えることになった。この一件は、当時の同社を襲った一大スキャンダルの通称である「ディーゼルゲート」をもじって、「ケチャップゲート」（Ketchup-Gate）と呼ばれた。従業員たちからの苦情を受け、ケチャップのレシピはその後も改良が加えられている。

## 沿革

### 前史
フォルクスワーゲンの本社工場が置かれているヴォルフスブルグは、元々はKdFワーゲン（フォルクスワーゲン・タイプ1の原型車）を製造するための計画都市として建設された「KdFワーゲン市」である。他都市から離れた場所に建設され、そこに大規模な工場施設が位置することになるため、工場では1938年の開設当初から、従業員向けの食事（食材）も工場内で生産していた。
当初は食用の豚も工場敷地内の牧場で飼育しており、工場内で屠殺していた。後にこの工程は廃止され、現在は近隣の外部の供給業者から必要な部位のみを調達している。
当初の肉製品は、ミートローフ、ブイヨンや、クラカウアーソーセージ、ミートソーセージをはじめとするソーセージ製品を製造していた。

### 1973年 - 2010年代
ソーセージ料理であるカリーヴルストそのものは1949年にベルリンで発明されたとされるもので（諸説あり）、フォルクスワーゲンにおいては、1973年から生産が始まった。
1990年代にBSE問題が顕在化し出したことを受け、それまで牛肉と豚肉を混ぜ合わせていた肉の配合を見直し、牛肉の使用が段階的に縮小され、豚肉のみが使用されるようになった。
社員食堂の補助を目的に行っていた外販事業が成功を収めたことで、商品展開は多角化され、1997年からはカリーヴルストに合うケチャップの販売も始まった（→#ケチャップ）。カリーヴルスト用の食器皿も用意され、やはりフォルクスワーゲンの部品番号（「33D 069 602」）が付与されて販売されるようになった。
2010年には、ベジタリアンやヴィーガン向けに、肉を使わない小麦ベースのカリーヴルストが追加された。これにより、旧来のカリーヴルストはこの時期から「クラシック」（ドイツ語: Klassiker）と呼ばれて区別されるようになった。
2010年代には需要の高まりを受けて生産量が急増し、2009年に年間260万本ほどだった販売数は、2015年には720万本に上昇した。排出ガス不正問題（ディーゼルゲート）の影響により、この年の同社の新車販売台数は582万台に落ちこんだことから、カリーヴルストの販売本数は自動車の販売台数を大幅に上回った。
2010年代後半は毎年700万本前後のカリーヴルストが安定的に製造・販売されるようになった。

### 2020年代

#### 新型コロナ対応 (2020年)
2020年春、新型コロナウイルス感染症の流行を受け、セルフサービス方式で提供されていた社員食堂でカリーヴルストの提供が中止された。食事を取るためのトングを介して感染が拡大する懸念があるというのがその理由で、しばらくは火曜日のみを「カリーヴルストの日」として提供が続けられた。しかし、この対応はカリーヴルスト愛好家の従業員たちからの反発を招き、従業員代表からの介入により、専門スタッフを常駐させて感染対策を万全にした上で、毎日のカリーヴルストの提供が2020年の内に再開された。これは、カリーヴルストを選ぶ人は他のメニューを選ばないということで実現した。
この年は、フォルクスワーゲン・アレーナで開催されたVfLヴォルフスブルクのホームゲームも無観客試合となり、カリーヴルストは数か月間に渡って販売不振に陥った。

#### 「カリーヴルストはエナジーバー」

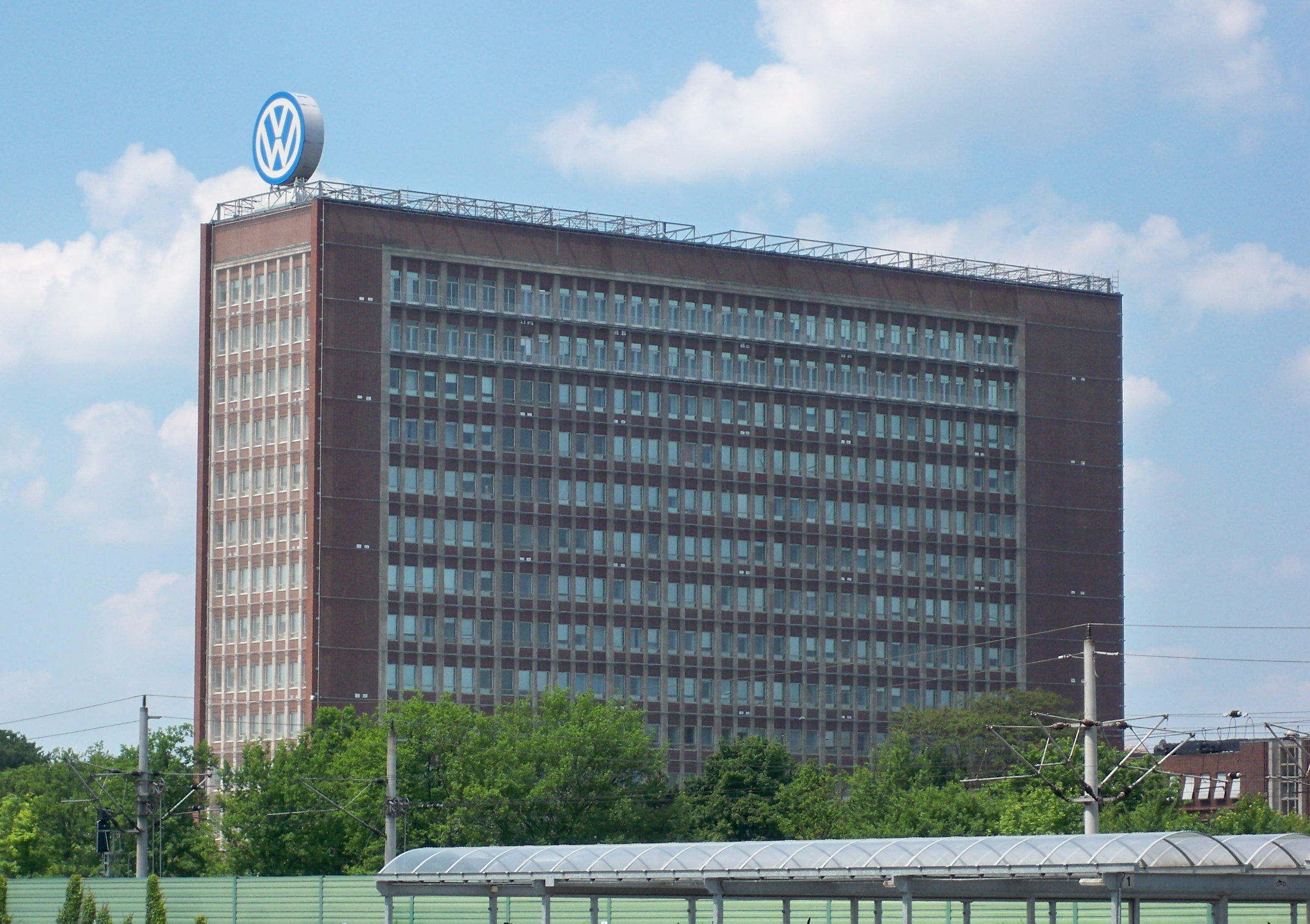
マルケンホッホハウス。フォルクスワーゲン社の本社ビル。本社工場施設の敷地の一角に所在。

2021年8月、フォルクスワーゲン社は、本社工場にある社員食堂の内、マルケンホッホハウスの最上階にある食堂をベジタリアンメニュー専用にすることを決定し、夏季休暇明け（8月20日）からは肉の提供を全廃すると発表した（魚肉は不定期に提供）。豚肉ベースのカリーヴルストを提供することも止めることになるこの決定について、ドイツの元首相で、過去にフォルクスワーゲン社の監査役（在任：1990年 - 1998年）でもあったゲアハルト・シュレーダーが強く反対したことから、ドイツ国内で話題となった。
この時にシュレーダーが記した「カリーヴルストとポテトは生産現場の労働者たちのエナジーバー」（ドイツ語: Currywurst mit Pommes ist einer der Kraftriegel der Facharbeiterin und des Facharbeiters in der Produktion.）というフレーズは多くの報道で引用された。この時の決定は2023年には緩和され、マルケンホッホハウスの食堂では従来のカリーヴルストも不定期に提供されるようになった。

#### 販売記録の更新 (2022年 - 2023年)
2021年に、新メニューとして、カリーヴルストを使ったホットドッグが発売された。
フォルクスワーゲン社の「部品」としては最も多く生産されているとも言われており、2023年には、カリーヴルストは約833万本が製造され、それまでの最高記録だった2022年の生産数をさらに40万本ほど更新した。これはこの年に約200万本を売り上げたカリーヴルスト「ホットドッグ」による貢献が大きかった。従来通りのカリーヴルスト（クラシック）の売り上げは約640万本で、これは2019年に記録した約700万本を若干下回っている。2024年は前年より約20万本多い852万本も生産され、過去最高を記録した。